# 花园街 (哈尔滨)
花园街是黑龙江省哈尔滨市南岗区中部的一条马路，东北始于宣化街，西南止于海关街。全长2834米，宽23.6米。

## 历史
花园街开辟于1901年，1908年正式命名。
中共黑龙江省委和黑龙江省人大常委会设于此街。